# Giuseppe Prisco
Giuseppe Prisco, pseud. Peppino (ur. 10 grudnia 1921 w Mediolanie, zm. 12 grudnia 2001) – włoski działacz piłkarski, wieloletni wiceprezydent klubu piłkarskiego Inter Mediolan.

## Życiorys
W wieku 18 lat walczył na froncie rosyjskim, był jednym z trzech z 53 oficerów którzy przeżyli. Po powrocie do Włoch został odznaczony srebrnym medalem. W 1964 ukończył studia prawnicze (licencjat). Przez następnych 15 lat pełnił funkcję prezesa mediolańskiej Izby Adwokackiej.
Peppino znany był głównie z fanatycznego kibicowania Interowi Mediolan. W 1963 został jego wiceprezydentem. Funkcję tę piastował przez bez mała 40 lat.
W 1993 wydał książkę Szalony na punkcie Interu, sen trwający 62 lata....
Miał dwoje dzieci: Luigiego Marię i Annę Marię.